# Ramonus
Ramonus is een geslacht van hooiwagens uit de superfamilie Gonyleptoidea.
De wetenschappelijke naam Ramonus is voor het eerst geldig gepubliceerd door Roewer in 1956. 

## Soorten
Ramonus is monotypisch en omvat slechts de volgende soort:
- Ramonus conifrons